# María Rosa Oubiña
María Rosa Oubiña, también conocida como Cucucha (Buenos Aires, 2 de julio de 1924 - ibídem, 6 de abril de 2013), fue una pianista, pedagoga, crítico musical y productora argentina. Discípula de Vincenzo Scaramuzza —considerado como uno de los fundadores de la tradición pianística en Argentina—, publicó Enseñanzas de un gran maestro, único texto que detalla el método de enseñanza de Scaramuzza.
Fue la fundadora y presidenta del Centro de Estudios Pianísticos en 1976, que se transformaría en una entidad de referencia en el ámbito de la formación de pianistas en Argentina. Además, y en conjunto con la Fundación Teatro Colón, organizó el Concurso Internacional de Piano Martha Argerich en los años 1999 y 2003.
En el año 2005, la Asociación de Críticos Musicales de la Argentina(ACMA) la distinguió por su trayectoria en la categoría docencia.

## Obras en el ámbito pedagógico
- Principios de la técnica de ejecución pianística.
- Enseñanzas de un gran maestro: Vincenzo Scaramuzza.
- Didáctica Pianística.

Audiovisual
- Elementos de técnica pianística: Análisis y pedagogía (DVD, 2006).